# Музей гончарных изделий (Асунсьон)
Музей гончарных изделий (исп. Museo del Barro) — музей, расположенный в восточной части столицы Парагвая Асунсьона. Изначально музей появился в 1972 году в качестве частной передвижной коллекции, которая выставлялась для зрителей в разных местах, а спустя семь лет коллекция обрела постоянное местоположение. Музейный комплекс состоит из трёх отделений — непосредственно музея гончарных изделий (или керамики), музея искусства коренных народов, а также коллекции современного искусства.

## История
В 1972 году Ольга Блиндер (художница и скульптор) и Карлос Коломбино (художник и архитектор) решили выставить на общественное обозрение коллекцию гравюр и рисунков. Через несколько лет, по мере увеличения количества и разнообразия экспонатов коллекции, им потребовалось постоянное место для её размещения.
Музей гончарных изделий официально был основан в 1979 году в качестве частного учреждения для размещения большой коллекции местной керамики (глиняных изделий), что и нашло отражение в названии. Однако позднее в музее появились ещё два отделения — Музей искусства коренных народов и Музей современного искусства. Экспозиция этих отделений составляет основную часть коллекции всего Музея гончарных изделий. Изначально музей располагался в городе Сан-Лоренсо (к юго-востоку от столицы), но впоследствии переехал в Асунсьон.
В коллекции собственно Музея гончарных изделий есть более 300 экспонатов доколумбовой керамики и около 4 тыс. предметов из дерева, ткани и металла, начиная с XVII века и до наших дней.
В отделении коренных народов — 1700 экспонатов, сделанных представителями различных этнических групп, населяющих Парагвай. Наиболее типичные экспонаты — корзины, маски и работы из перьев.
Третье отделение музея посвящено современным художникам Латинской Америки. В коллекции собрано около 3 тыс. работ парагвайских, аргентинских, бразильских и чилийских художников, включая рисунки, картины, гравюры, скульптуры и смешанную технику. Среди авторов выделяются Ливио Абрамо, Педро Агуэро, Мабель Аркондо, Ольга Блиндер, Луис Альберто Бо, Карлос Коломбино, Рикардо Мильориси и другие.